# 国民議会 (ブルンジ)
本項ではブルンジ議会の下院（英語：National Assembly、フランス語：Assemblée nationale）について記述する（日本では国民議会とも）。これは、直接選挙で選出された定数100の議席（または代理人（co-opted））と、5年間の任期を務める18～23の議席で構成されている。
議員は、ドント方式に準拠した政党名簿比例代表制を使用して、17の選挙区で選出される。比例代表の選出において政党や無所属の候補者の名簿が国会で代表権を得るには、全国で2%以上の得票を得なければならないことになっている。

## 歴史
1962年、ブルンジ王国としての独立以来、1993年の内戦と断続的な民族的暴力によって荒廃した過去を持つ現在のブルンジ共和国では、2005年2月の国民投票で承認された新憲法において議員の60％がフツ族であり、残りの40％がツチ族であることが義務付けられている。さらに、3議席がトゥワ民族グループを代表することや、女性が議席の少なくとも30％を占めることも義務化されている。
改憲後初となる国会の選挙は2005年7月4日に行われ、民主防衛国民会議・民主防衛勢力（CNDD-FDD）は、直接選挙を通して埋められる100議席のうち59議席を獲得した。 1993年に行われた前回の選挙で過半数の議席を獲得したブルンジ民主戦線（FRODEBU）は、25議席を獲得するにとどまった。民族進歩連合（UPRONA）は10議席を、CNDD-FDDの分離派の民主防衛国民会議（CNDD）が4議席を獲得し、残りの2議席は市民回復運動・ルレンザンゲメロのものとなった。上記の必要な民族および性別の割り当てを満たすために18人の議員が追加で議席に入った。CNDD-FDDのフツ族のメンバーであるイマキュレー・ナハヨ（Immaculée Nahayo）が2005年8月16日に議長に選出された。3日後の8月19日、下院および上院議会（選挙人団として活動）がピエール・ンクルンジザを共和国大統領に選出し、ピエールは8月26日に就任した。